# Camponotus brevisetosus
Camponotus brevisetosus är en myrart som beskrevs av Auguste-Henri Forel 1910. Camponotus brevisetosus ingår i släktet hästmyror, och familjen myror. Inga underarter finns listade.